# Alicia Vignoli
Alicia Vignoli (Lima, 8 de enero de 1911 - Buenos Aires, 15 de julio de 2005) fue una vedette y actriz argentina.

## Carrera

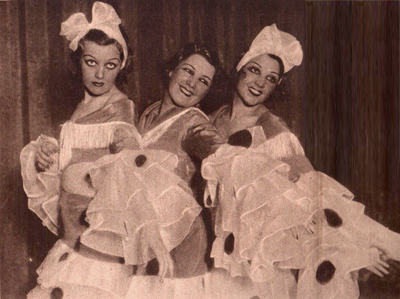
Alicia Barrié, Libertad Lamarque y Alicia Vignoli en una obra de revista en el Teatro Maipo, 1933.

Debutó en 1925, dirigida por Enzo Longhi, en el filme mudo Y era una noche de carnaval, y en 1928 tuvo una participación en La borrachera del tango, con Elías Alippi. En 1933 integró el elenco de las dos primeras películas sonoras ¡Tango!, con Tita Merello y Dancing, con Amanda Ledesma, y acompañó en películas humorísticas a Pepe Arias en Puerto Nuevo y El pobre Pérez y a Luis Sandrini en La casa de Quirós y Palabra de honor. Su matrimonio con Luis César Amadori la ayudó en su carrera, filmando películas producidas por la productora Argentina Sono Film, como la comedia musical La canción de los barrios, donde acompañó a Hugo del Carril. También se destacó en El viejo doctor, con Enrique Muiño; luego de filmar con Francisco Álvarez La importancia de ser ladrón y luego de casarse con un empresario se retiró del espectáculo.
También se destacó en el teatro de revistas, como cantante de tango en la radio, y participó en varias obras teatrales acompañando a Florencio Parravicini y Sebastián Chiola. Entre las obras en que participó se encuentran Una novia, una casa y cien mil peso y El tango en París. A pesar de su retiro, se la veía en contadas oportunidades.
Falleció a los 94 años en 2005 en Buenos Aires debido a una larga enfermedad.

## Filmografía
- La importancia de ser ladrón (1944)
- Persona honrada se necesita (1941)
- Muchachas que estudian (1939)
- El viejo doctor (1939)
- Palabra de honor
- ¡Segundos afuera! (película)
- La casa de Quirós (1937)
- El pobre Pérez (1937)
- Puerto Nuevo (1936)
- Ayer y hoy (1934)
- Dancing (1933)
- ¡Tango! (1933)
- La borrachera del tango (1928)
- Y era una noche de carnaval (1925)